# Staré Město (Uherské Hradiště-i járás)
Staré Město város Csehországban, Uherské Hradiště-i járásban. Staré Město Zlechov, Kunovice, Jalubí, Huštěnovice, Kostelany nad Moravou, Kněžpole és Uherské Hradiště településekkel határos. Lakosainak száma 6625 fő (2024. január 1.).

## Népesség
A település lakosságának változását az alábbi diagram mutatja:
| Lakosok száma | 2505 | 3264 | 5098 | 5973 | 6183 | 6691 | 6755 | 6652 | 6552 | 6625 |
|               | 1869 | 1890 | 1921 | 1950 | 1980 | 2001 | 2017 | 2019 | 2022 | 2024 |